# Cazères-sur-l'Adour
Cazères-sur-l'Adour è un comune francese di 1 156 abitanti situato nel dipartimento delle Landes nella regione della Nuova Aquitania.

## Società

### Evoluzione demografica
Abitanti censiti